# Хунгарикум
Хунгарикум (на унгарски: hungarikum, от Hungary — Унгария и unicum — уникален) — понятие във унгарската културология, широко използвано за обозначаване на редица уникални и типично унгарски предмети и явления, продукти, услуги, произвеждани в Унгария и пряко свързани с унгарския начин на живот, унгарските традиции и култура, отразяващи националните особености на Унгария.

## Унгарска кухня

### Ястия
- Гулаш „Бограч“
- Зелеви сарми
- Кебап (от телешко, свинско или пилешко месо)
- Бобена чорба „Йокаи“
- Супа от кокоше месо „Уйхази“
- Палачинка с месо „Хортобади“

### Други унгарски продукти
- Колбас Дюлаи
- Салам Пик

## Напитки
- Токайски вина
- Цвак Уникум
- Унгарски вина: Фурминт, Харшлевелю, Юфарк, Кирайлеанка, Кейкнелю, Оласризлинг, Кадарка, Кейкфранкош

## Национални продукти
- Червен пипер „Сегеди“ и „Калочаи“
- Лук „Макои“
- Газирана вода

## Народно изкуство
- Народни носии (различни в отделните области)
- Бродерия „Матьо“
- Бродерия „Калочаи“
- Дантела „Халаши“

## Традиции
- Пролетни карнавали Бушояраш и Кечкеяраш – подобни на кукерските
- Коледен обичай Бетлемеш

## Животновъдство
- Унгарска порода кон „Муракьози“
- Унгарско сиво говедо
- Бивол
- Овца „Рацка“ (унгарска порода със завити рога)
- Свиня „Мангалица“ (унгарска порода с вълниста четина)
- Унгарска порода кокошка „Кендермагош“
- Унгарско бяло овчарско куче „Комондор“
- Унгарско ловно куче птичар „Вижла“
- Унгарско дългокосместо куче „Пули“